# Куртавон
Куртавон (фр. Courtavon) насеље је и општина у источној Француској у региону Алзас, у департману Горња Рајна која припада префектури Алткирх.
По подацима из 2011. године у општини је живело 328 становника, а густина насељености је износила 34,17 становника/km². Општина се простире на површини од 9,6 km². Налази се на средњој надморској висини од 450 метара (максималној 663 m, а минималној 417 m).

## Демографија
| 1962. | 1968. | 1975. | 1982. | 1990. | 1999. | 2011. |
| ----- | ----- | ----- | ----- | ----- | ----- | ----- |
| 298   | 301   | 292   | 274   | 290   | 326   | 328   |

График промене броја становника у току последњих година